# Ravine des Colimaçons
La ravine des Colimaçons est un petit fleuve français situé dans le département d'outre-mer de La Réunion. Il court entièrement sur le territoire communal de Saint-Leu et se jette dans la baie du même nom quelques centaines de mètres au nord de l'entrée du centre-ville.

## Franchissement
La ravine des Colimaçons est franchie par plusieurs ponts, parmi lesquels un ouvrage d'art construit en pierre de taille et qui fut emprunté quotidiennement par une locomotive à vapeur puis par une Micheline entre 1882 et 1955. Ce pont en arc est remarquablement bien conservé, mais son accès est cependant strictement interdit.
En 1911, pour remplacer le radier trop souvent emporté par les crues, un pont routier a été construit en aval. Il sera emporté par le cyclone de 1948, qui a tué seize personnes à Saint-Leu. Un nouvel ouvrage actuellement utilisé sera construit à sa place un peu plus tard. La route nationale 1 y passe actuellement.
De 15,2 km de longueur, la ravine des Colimaçons prend source au nord du Petit Bénare (2 800 m), à 2 650 m d'altitude.

### Bassin versant
La ravine des Colimaçons traverse une seule zone hydrographique 'Secteur ouest' (4051).

## Affluents
La Ravine des Colimaçons n'a pas d'affluent référencé au SANDRE. Néanmoins, Géoportail signale :
- la ravine des Fleurs Jaunes (rd), qui conflue à 300 m en dessous de la route forestière des Tamarins, près de la table d'orientation, du radier et des kiosques.
- le Fond Mango (rd) qui conflue au sud du conservatoire botanique de Mascarin
- le Bras Mouton (rg), qui conflue juste à cent mètres sous la Route nationale 1.

Son rang de Strahler est donc de deux.

## Aménagements et écologie
Dans son embouchure se trouve l'observatoire des tortues marines qui est situé lui-même dans le parc national de la Réunion. Une cascade est référencée sur la ravine,